# Dismar Degen

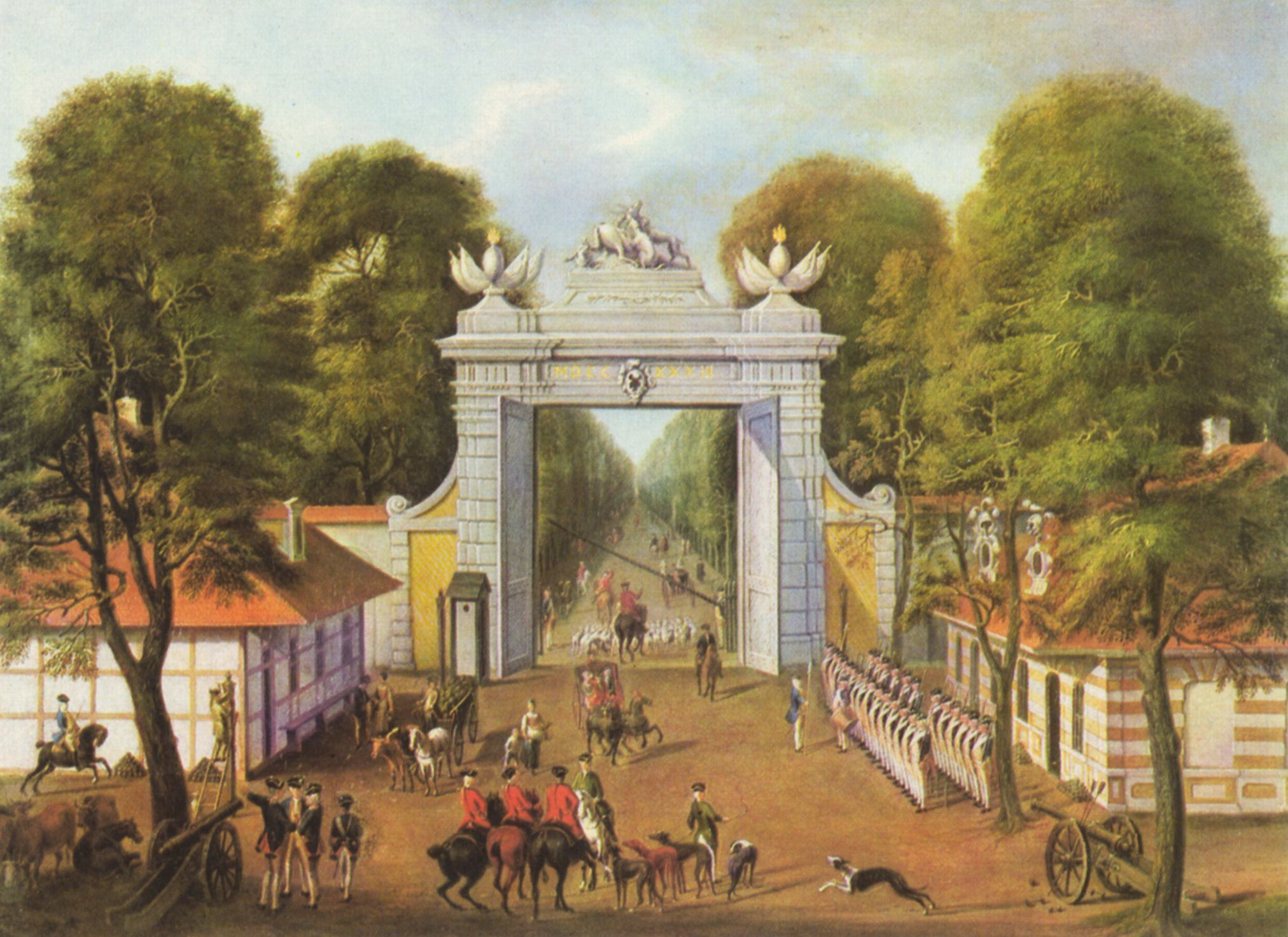
Das Jägertor um 1735

Dismar Degen (* vor 1700; † 28. Januar 1753 in Potsdam) war ein Hofmaler von Friedrich Wilhelm I., König in Preußen.

## Leben

Bau der Berliner Friedrichstadt 1735

Berlin: Rondellplatz (heute Mehringplatz) und südliche Friedrichstadt, abgehend Wilhelm-, Friedrich-, Lindenstraße (v. l. n. r.), im Vordergrund das Hallesche Tor, Staatliche Museen zu Berlin – Preußischer Kulturbesitz, Kunstbibliothek

Degens genaues Geburtsjahr ist unsicher, jedoch wurde er vor 1700 möglicherweise  in Holland geboren. Seine bekannte Schaffenszeit umfasst die Jahre 1714 bis 1751.
Bis 1730 war er noch beim Freiherrn Georg Hartmann v. Erffa, Generalfeldzeugmeister des Fränkischen Kreises, in Niederlind sowie bei Lothar Franz von Schönborn, Fürstbischof von Bamberg, in Pommersfelden tätig.
Degen lernte den Soldatenkönig 1730 kennen, als dieser eine diplomatische Reise zusammen mit dem Kronprinzen Friedrich II. durch Süddeutschland unternahm und einen Kurzaufenthalt im Schloss Pommersfelden hatte. Friedrich Wilhelm I. bestellte bei Degen einige Bilder, die in Verhandlungen über seine Übersiedelung nach Potsdam mündeten. Degen war ein mittelmäßiger Maler und traf auf Fridrich Wilhelm I., der zeitgleich seine Kunstpolitik anpasste und nun auch Künstler aus dem Ausland berief und dabei vor allem auf die Niederländische Kunst, die er für vorbildlich hielt zurückgriff. Im Frühjahr 1731 zog Degen nach Potsdam und wurde Hofmaler am preußischen Hof. Degen sollte vermutlich eine Lücke am preußischen Hof schließen, die mit dem Ausscheiden des Hofmalers Paul Karl Leygebe 1730 entstanden war. Dieser hatte unterlebensgroße Reiterporträts vom König und naiv-dekorative Wandbilder erstellt.
Der preußische König hatte nach seinem Regierungsantritt 1713 dem höfischen Kunstsektor einen massiven Sparkurs verordnet, wodurch das Kunstgewerbe, das unter seinem Vater Friedrich I. einem Aufschwung nahm abrupt abgewürgt wurde. Kunst musste aufgrund der königlichen Neigungen nützlich und billig sein. Insgesamt sank Preußen auf dem Gebiet der Malerei in provinzielle Dürftigkeit zurück. So malte Degen vorzugsweise Bilder, die das nützliche Tun seines Königs thematisieren in einem schlichten und realistischen Stil. Der König als Auftraggeber für künstlerische Werke interessierte sich vor allem für militärische Themen, Jagddarstellungen und Porträts der königlichen Familie und seinen Soldaten. Die Porträtdarstellung, vornehmlich von Offizieren, und die Wiedergabe von Jagdereignissen waren die wichtigsten Aufgaben, die sich die am preußischen Hof angestellten deutschen Hofmaler Friedrich Wilhelm Weidemann, Georg Lisiewski, Johann Christof Merck, Johann Harper und Dismar Degen mit oft nur handwerklicher Routine widmeten.
Neben Stadt- und Landschaftsbildern malte der Künstler vor allem Schlachtenbilder. Szenen aus dem Spanischen Erbfolgekrieg von Jan van Huchtenburgh musste er kopieren und dabei nach Vorgabe des Königs die preußischen Truppen im Kampfgeschehen sichtbar machen.
Seine Arbeiten gelten als naiv, jedoch zuverlässig in der Wiedergabe von Details. Auffällig an seinen Werken sind die mitunter grotesken Fehlproportionen einzelner Bildelemente im Vergleich zur realen Größe. Mitunter stimmen in seinen Werken die Größenverhältnisse von tierischen und menschlichen Figuren zueinander nicht. Auch die plastische Abbildung von Stadträumen gelang ihm nicht vollständig. Gebäudeabbildungen wurden von ihm mitunter nicht proportional realitätsgerecht dargestellt, sondern verzerrt (z. B. die Abbildung des Rondellplatzes). Zu seiner Wirkungszeit waren diese Maltechniken bereits bekannt und wurden vielfach berücksichtigt. Ein in mehreren Exemplaren bekanntes kleinformatiges Reiterbildnis des Königs wirkt durch den inneren Widerspruch von Würdeform und Unbeholfenheit geradezu komisch. Der Künstler malte auch nach Vorlagen.
Er starb am 28. Januar 1753 in Potsdam, wo er im Holländischen Viertel gelebt hatte, das zu der Zeit eine Künstlerkolonie bildete.

## Werke

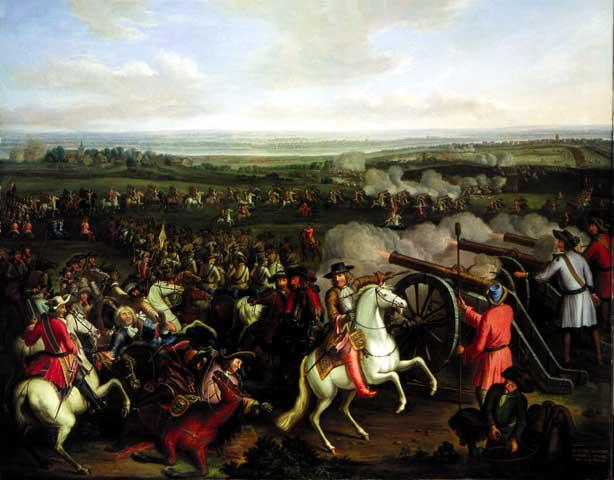
Schlacht bei Fehrbellin, von Dismar Degen 1740

Von Dismar Degen sind zahlreiche Stadt- und Gebäudeansichten Berlins und dessen Umgebung erhalten. Eine Reihe von unsignierten Bildern wird ihm zugeschrieben. Die (Jagd-)Gemälde im Jagdschloss Stern, die erhalten sind, werden Dismar Degen zugeschrieben.
Aus einer Achtteiligen Tapisserieserie mit dem Titel „Glohrwürdigste Actionen“ des Kunsthandwerkers Pierre I Mercier aus dem Jahr 1695, die die Eroberungen von Stettin, Stralsund, Wolgast, Anklam und Rügen sowie die Schlachten von Warschau und Fehrbellin zeigten, wiederholte Degen 1740 mindestens zwei der Tapisserien, die die Siege des Großen Kurfürsten in den Schlachten von Warschau und Fehrbellin zeigten, als Gemälde. Während das Gemälde zu Warschau verloren ging, blieb das Gemälde von Fehrbellin erhalten.
- „Die Schlacht bei Soor, 1745“, Öl auf Leinwand, 63,5 × 109 cm Berlin, Stiftung Preußische Schlösser und Gärten Berlin-Brandenburg, Schloss Charlottenburg
- „Schlacht bei Turin, 1706“ (nach Jan van Huchtenburgh) Öl auf Leinwand 74 × 102 cm Potsdam, Stiftung Preußische Schlösser und Gärten Berlin-Brandenburg, lnv. Nr. GK l 50332.
- „Schlacht bei Fehrbellin“, Öl auf Leinwand, Stiftung Preußische Schlösser und Gärten Berlin-Brandenburg, Inv. GK I 50334.
- „Friedrich Wilhelm I. zu Pferde“, Stiftung Preußische Schlösser und Gärten Berlin-Brandenburg Inv. Nr. GK I 30033.